# Ninox ochracea
Ninox ochracea là một loài chim trong họ Strigidae.